# Jorja Smith
Jorja Alice Smith (Walsall, 11 juni 1997) is een Engelse zanger en singer-songwriter. Haar muzikale repertoire omvat nummers in diverse genres, waaronder R&B, soul, grime en UK garage. Smith verwierf bekendheid in 2016 met haar debuutsingle "Blue Lights". Het jaar daarop steeg haar bekendheid nadat ze te horen was op Drake's mixtape More Life, in de nummers "Get It Together" en "Jorja Interlude". Op 21-jarige leeftijd bracht ze haar debuutalbum Lost & Found (2018) uit. Het album bereikte de derde plaats in de UK Albums Chart. In datzelfde jaar won Smith de Brit Award voor Critics' Choice. In 2019 won ze de Brit Award voor British Female Solo Artist en ontving ze een Grammy Award nominatie in de categorie Best New Artist. Haar tweede studioalbum Falling or Flying (2023) bereikte eveneens de derde plaats in de UK Album Chart.

## Biografie
Jorja Smith is geboren en opgegroeid in Walsall, gelegen in West Midlands. Ze is de dochter van haar in Jamaica geboren vader Peter, een uitkeringsfunctionaris, en haar Engelse moeder Jolene, een sieradenontwerper. Smith heeft een jongere broer genaamd Luca. De voetballer Kemar Roofe is haar neef van haar vaderskant.
Smith groeide op in een muzikaal gezin. Voordat ze geboren was, maakte haar vader deel uit van de neo-soulgroep 2nd Naicha. Zo werd ze van jongs af aan omringd door verschillende muziekstijlen, waaronder reggae, rock en soul. Haar vader ontdekte Smith's muzikale talent toen ze als 8-jarige een uitvoering van "Silent Night" zong in de kerk. Op zijn aanmoediging begon ze met pianolessen. Nadat ze een keyboard had gekregen van haar moeder, begon Smith met het maken van haar eigen nummers. Zo schreef ze haar eerste nummer, getiteld "Life is a Path Worth Taking", toen ze 11 jaar oud was.
Als scholier ontving Smith een muziekbeurs voor de Aldridge School, een middelbare school in Walsall. Daar werd ze opgeleid in klassieke zang en leerde ze de hobo spelen. Smith behaalde haar A-level examens in muziek, media, godsdienstwetenschappen en Engelse literatuur. Gedurende haar middelbareschooltijd uploadde Smith YouTube video's van zichzelf en een vriendin waar ze covernummers zongen. Op die manier werd ze op 15-jarige leeftijd ontdekt: de muziekmanager Zubin T. Irani nam contact met haar op na het zien van haar cover van "Too Close", origineel gezongen door Alex Clare. Kort daarna, terwijl ze nog naar school ging, reisde ze op en neer naar Londen voor schrijfsessies met singer-songwriter Maverick Sabre en producent Ed Thomas. Tegen het einde van haar schooltijd had ze al meer dan zeventig nummers geschreven.
Na haar afstuderen verhuisde Smith op 18-jarige leeftijd naar Londen om haar muziekcarrière voort te zetten. Ze trok in bij haar oom en tante en onderhield zichzelf met haar baan bij Starbucks als barista.

## Carrière

### 2016–2019:Project 11enLost & Found
In januari 2016 bracht Smith haar debuutsingle "Blue Lights" uit op SoundCloud, dat een sample bevat van Dizzee Rascal's "Sirens". Ze schreef het nummer toen ze op de middelbare school zat; Smith was geïnspireerd door een schoolopdracht gericht op het nummer "Sirens", waarvoor ze de invloed van postkolonialisme op het grime muziekgenre analyseerde. "Blue Lights" behandelt de etnische profilering van Britse jongeren door de politie. Binnen een maand werd het nummer bijna een half miljoen keer beluisterd. Het ontving lof van onder anderen de artiesten Skrillex en Stormzy, en werd later gedraaid in Drakes OVO Sound radioshow. Haar tweede single "Where Did I Go?" kwam uit in mei van datzelfde jaar. Het nummer kreeg de aandacht van Drake, die het uitriep in Entertainment Weekly tot zijn favoriete nummer van dat moment. Drake nam contact op met Smith via Instagram, en vroeg haar om samen een duet op te nemen voor zijn nummer "Get It Together".

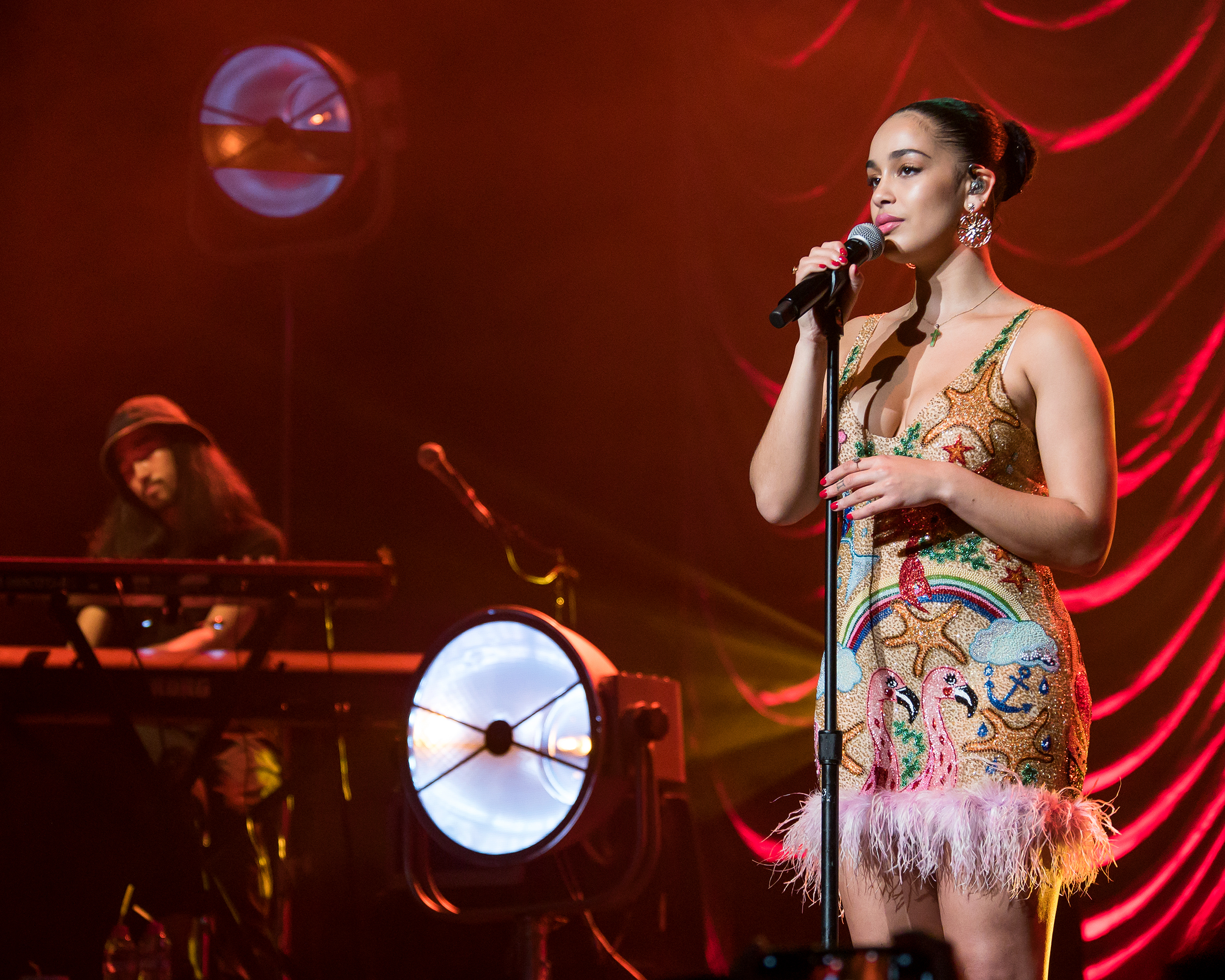
Jorja Smith treedt live op in het Wiltern Theater in Los Angeles, Californië, in november 2018.

Hoewel Smith niet verbonden is aan een reguliere platenmaatschappij via een platencontract, heeft ze sinds eind 2016 wel een publicatiedeal met Sony Music Publishing. Daarnaast brengt ze muziek uit in samenwerking met de onafhankelijke platenlabel FAMM, waarvan haar manager Irani de eigenaar is. In november 2016 bracht Smith haar eerste EP uit, Project 11, bestaande uit vier nummers. In diezelfde maand werd de zanger geselecteerd als een van de vijftien opkomende acts op de lijst van BBC Music's Sound of 2017, waar ze op de vierde plek eindigde.
In februari en maart 2017 trad Smith op als gast tijdens Drakes Boy Meets World Tour. Op Internationale Vrouwendag van datzelfde jaar bracht ze het nummer "Beautiful Little Fools" uit, waarvan de titel een verwijzing is naar de roman The Great Gatsby. Het nummer draagt de boodschap van zelfwaardering en solidariteit uit voor vrouwen en meisjes. In mei 2017 was Smith te horen op het nummer "Tyrant" van de artiest Kali Uchis. In de daaropvolgende maanden bracht ze de singles "Teenage Fantasy" en "On My Mind" uit, waarvan de laatste in samenwerking was met de grime-artiest en producent Preditah. Ook was dat jaar haar toen nog niet eerder uitgebrachte track "Fine Lines" te horen op de soundtrack van het tweede seizoen van de HBO-serie Insecure. In oktober en november 2017 trad Smith op als openingsact voor de 24K Magic World Tour van Bruno Mars. In december werd aangekondigd dat Smith de winnaar was van de Brit Award voor Critics' Choice, die werd uitgereikt op 13 januari 2018. Smith is de eerste onafhankelijke artiest die voor deze prijs werd genomineerd en deze daadwerkelijk won.
In januari 2018 bracht ze de single "Let Me Down" uit in samenwerking met Stormzy. Voor het soundtrackalbum van de film Black Panther schreef Smith mee aan en zong het nummer "I Am", geproduceerd door Kendrick Lamar. In februari trad ze samen met Rag'n'Bone Man op tijdens de Brit Awards. In april maakte ze haar Amerikaanse televisiedebuut als muzikale gast bij Jimmy Kimmel Live!, waar ze "Blue Lights" uitvoerde. Haar debuutalbum Lost & Found werd op 8 juni 2018 uitgebracht. Het album bevat 12 nummers waar Smith in totaal vijf jaar aan had gewerkt. Het album werd lovend ontvangen door critici. Smith ontving voor Lost & Found de nominatie Best New Artist tijdens de 61e Grammy Awards. In de maand van haar album release startte ze haar Lost & Found Tour, waar ze onder andere in Japan en delen van Europa en Noord-Amerika optrad. Tijdens haar tournee was de artiest Ravyn Lenae het vooroptreden.
In 2019 kondigde Smith een gezamenlijke Noord-Amerikaanse tournee aan met Kali Uchis, die op 28 april begon in Washington en eindigde op 30 mei in Toronto. In augustus van dat jaar bracht ze in samenwerking met Burna Boy de single "Be Honest" uit.

### 2020–heden:Be Right BackenFalling or Flying
Begin 2020 begon Smith met het presenteren van een twaalfdelige BBC Radio 3 serie genaamd 'Tearjerker', gericht op de helende kracht van muziek. In datzelfde jaar bracht ze twee singles uit: "By Any Means" en "Come Over", waarbij het laatste nummer in samenwerking was met de artiest Popcaan. Op 23-jarige leeftijd bracht Smith op 14 mei 2021 haar tweede EP Be Right Back uit. De EP telt acht nummers, waaronder de singles "Addicted", "Gone" en "Bussdown" in samenwerking met de rapper Shaybo.
In mei 2023 verscheen haar single "Little Things", die op 21 juli 2023 een piek bereikte op nummer 11 in de UK Singles Chart Top 100. Enkele dagen na haar single release kondigde Smith aan dat haar volgende studioalbum, Falling or Flying, op 29 september 2023 zou verschijnen. Ter promotie van het album bracht ze in juni 2023 de remix "Little Things x Gypsy Woman" uit, die een sample bevat van Crystal Waters' "Gypsy Woman (She's Homeless)". Begin november 2023 bracht Smith een cover uit van East 17's single "Stay Another Day" als onderdeel van de Amazon Music Originals serie. In januari 2024 ontving Smith een Brit Award nominatie voor Best R&B act. Op 3 mei 2024 bracht ze Falling or Flying (Reimagined) uit, een jazzy herinterpretatie van haar oorspronkelijke album. In november van datzelfde jaar kondigde de artiest haar 2025 Falling or Flying Tour aan, tegelijkertijd met de release van haar twee singles "Loving You" en "Don't Let Me Go".
Op 12 februari 2025 brachten Smith en rapper AJ Tracey de single "Crush" uit, die een sample bevat van het nummer "Love Wouldn't Count Me Out" van Brandy. 3 maanden later bracht ze de single "The Way I Love You" uit.
Ze heeft momenteel al 3,8 miljoen volgers op Instagram, 622.000 volgers op TikTok en 12,5 miljoen maandelijkse luisteraars op Spotify.

## Muziekstijl en invloeden
Smith verkent in haar muziek uiteenlopende stijlen, variërend van soul, R&B en jazz tot dance en alternatieve pop. Ze verklaarde dat ze naar verschillende genres luistert en zich niet wil vastleggen binnen één stijl. Volgens Smith weerspiegelt haar muziek wie ze is als persoon, ongeacht het genre: "I am my music, so it sounds like me." Deze veelzijdigheid komt tot uiting in haar singles. Zo zijn "On My Mind" en "Little Things" geïnspireerd door Engelse garage en clubmuziek, terwijl de single "Go Go Go" een meer indie-georiënteerd geluid heeft en geïnspireerd is door de bands The Kooks en Bombay Bicycle Club.
Smith noemt onder anderen Alicia Keys, Amy Winehouse, Damian Marley, Lauryn Hill, Mos Def, Nas, Nina Simone en Sade als muzikale invloeden. Als tiener was ze sterk geïnspireerd door Amy Winehouse' debuutalbum Frank uit 2003. Smith stelt dat Winehouse's songteksten eerlijk en persoonlijk zijn, iets waar zij zelf ook naar streeft in haar eigen werk.
Smith behandelt in haar muziek vaak maatschappelijke thema's. Zo vertelt ze Elle UK in 2018: "When things are going on in the world, I think it's important to touch on them, because as a musician, you can make people listen. As soon as people press play, you've got their attention."

## Discografie

#### Studioalbums
- Lost & Found (2018)
- Falling or Flying (2023)
- Falling or Flying (Reimagined) (2024)

#### Ep's
- Project 11
- Be Right Back

## Tournees
- Lost & Found Tour (2018)
- Falling or Flying Tour (2024-2025)
- The Kali & Jorja Tour (met Kali Uchis) (2019)

## Prijzen en nominaties
| Jaar | Prijzen                      | Werk                          | Categorie                           | Resultaat   |
| ---- | ---------------------------- | ----------------------------- | ----------------------------------- | ----------- |
| 2016 | MOBO Awards                  | "Blue Lights"                 | Best Song                           | Genomineerd |
| 2017 | MOBO Awards                  | Zichzelf                      | Best Female                         | Genomineerd |
| 2017 | MOBO Awards                  | Zichzelf                      | Best Newcomer                       | Genomineerd |
| 2017 | MOBO Awards                  | Zichzelf                      | Best R&B/Soul Act                   | Genomineerd |
| 2017 | BET Awards                   | Zichzelf                      | International Viewers' Choice Award | Genomineerd |
| 2018 | Brit Awards                  | Zichzelf                      | Critics' Choice                     | Gewonnen    |
| 2018 | Q Awards                     | Zichzelf                      | Q Breakthrough Act                  | Genomineerd |
| 2018 | AIM Independent Music Awards | Zichzelf                      | UK Breakthrough of the Year         | Gewonnen    |
| 2018 | AIM Independent Music Awards | Zichzelf                      | Most Played New Independent Act     | Genomineerd |
| 2018 | AIM Independent Music Awards | Lost & Found                  | Independent Album of the Year       | Genomineerd |
| 2018 | Mercury Prize                | Lost & Found                  | Album of the Year                   | Genomineerd |
| 2018 | UK Music Video Awards        | "Blue Lights"                 | Best Urban Video – UK               | Gewonnen    |
| 2018 | UK Music Video Awards        | Zichzelf                      | Best Live Video                     | Genomineerd |
| 2018 | MTV Europe Music Awards      | Zichzelf                      | Best Push                           | Genomineerd |
| 2018 | Urban Music Awards           | Lost & Found                  | Best Album                          | Genomineerd |
| 2018 | Soul Train Music Awards      | Zichzelf                      | Best New Artist                     | Genomineerd |
| 2018 | Soul Train Music Awards      | Zichzelf                      | Soul Train Certified Award          | Genomineerd |
| 2019 | Grammy Awards                | Zichzelf                      | Best New Artist                     | Genomineerd |
| 2019 | GAFFA-Priset                 | Zichzelf                      | Årets Utländska Genombrott          | Genomineerd |
| 2019 | Brit Awards                  | Lost & Found                  | British Album of the Year           | Genomineerd |
| 2019 | Brit Awards                  | Zichzelf                      | British Female Solo Artist          | Gewonnen    |
| 2019 | Brit Awards                  | Zichzelf                      | British Breakthrough Act            | Genomineerd |
| 2019 | Ivor Novello Awards          | "Blue Lights"                 | Best Contemporary Song              | Genomineerd |
| 2019 | AIM Independent Music Awards | Zichzelf                      | Most Played New Independent Artist  | Genomineerd |
| 2019 | UK Music Video Awards        | "Be Honest"                   | Best Urban Video – UK               | Genomineerd |
| 2019 | UK Music Video Awards        | "Be Honest"                   | Best Production Design              | Genomineerd |
| 2020 | Remarkable Women Awards      | Zichzelf                      | Musician of the Year                | Gewonnen    |
| 2020 | MOBO Awards                  | "By Any Means"                | Video of the Year                   | Genomineerd |
| 2020 | MTV Europe Music Awards      | "By Any Means"                | Video for Good                      | Genomineerd |
| 2020 | UK Music Video Awards        | "By Any Means"                | Best R&B/Soul Video – UK            | Genomineerd |
| 2020 | UK Music Video Awards        | "By Any Means"                | Best Editing in a Video             | Genomineerd |
| 2020 | UK Music Video Awards        | "Come Over"                   | Best Animation in a Video           | Genomineerd |
| 2020 | Urban Music Awards           | Zichzelf                      | Best Female Act                     | Genomineerd |
| 2020 | Urban Music Awards           | Zichzelf                      | Artist of the Year (UK)             | Genomineerd |
| 2020 | Urban Music Awards           | Zichzelf                      | Best Singer/Songwriter              | Genomineerd |
| 2021 | British Short Film Awards    | "Home"                        | Best Music Video                    | Gewonnen    |
| 2021 | GRM Rated Awards             | Zichzelf                      | Female Artist of the Year           | Gewonnen    |
| 2021 | MOBO Awards                  | Zichzelf                      | Best R&B/Soul Act                   | Genomineerd |
| 2021 | Urban Music Awards           | "Home"                        | Artist of the Year (UK)             | Genomineerd |
| 2023 | MOBO Awards                  | "Little Things"               | Song of the Year                    | Genomineerd |
| 2023 | MOBO Awards                  | Zichzelf                      | Best Female Act                     | Genomineerd |
| 2023 | Artist & Manager Awards      | Zichzelf                      | Artist of the Year                  | Gewonnen    |
| 2024 | AIM Independent Music Awards | Falling or Flying             | Best Independent Album              | Gewonnen    |
| 2024 | AIM Independent Music Awards | "Little Things x Gypsy Woman" | Best Independent Remix              | Genomineerd |
| 2024 | AIM Independent Music Awards | "Little Things"               | Best Independent Track              | Genomineerd |
| 2024 | MOBO Awards                  | "Little Things"               | Song of the Year                    | Genomineerd |
| 2024 | MOBO Awards                  | Zichzelf                      | Best Female Act                     | Genomineerd |
| 2024 | Brit Awards                  | Zichzelf                      | Best R&B Act                        | Genomineerd |
| 2025 | Brit Awards                  | Zichzelf                      | Best R&B Act                        | Genomineerd |
| 2025 | MOBO Awards                  | Zichzelf                      | Best Female Act                     | Genomineerd |
| 2025 | MOBO Awards                  | Zichzelf                      | Best R&B/Soul Act                   | Genomineerd |
| 2025 | MOBO Awards                  | Falling or Flying             | Album of the Year                   | Genomineerd |

- Bibliothèque nationale de France: cb17810528g (data)
- International Standard Name Identifier: 0000 0004 6709 6983
- Library of Congress Control Number: no2018018959
- MusicBrainz: d62614aa-ef2c-44cd-8a7b-91292755a1d0
- Virtual International Authority File: 8104151965346100470002
- WorldCat: E39PBJxmFJqGQFfHWhfCwJjcT3